# Плетеник

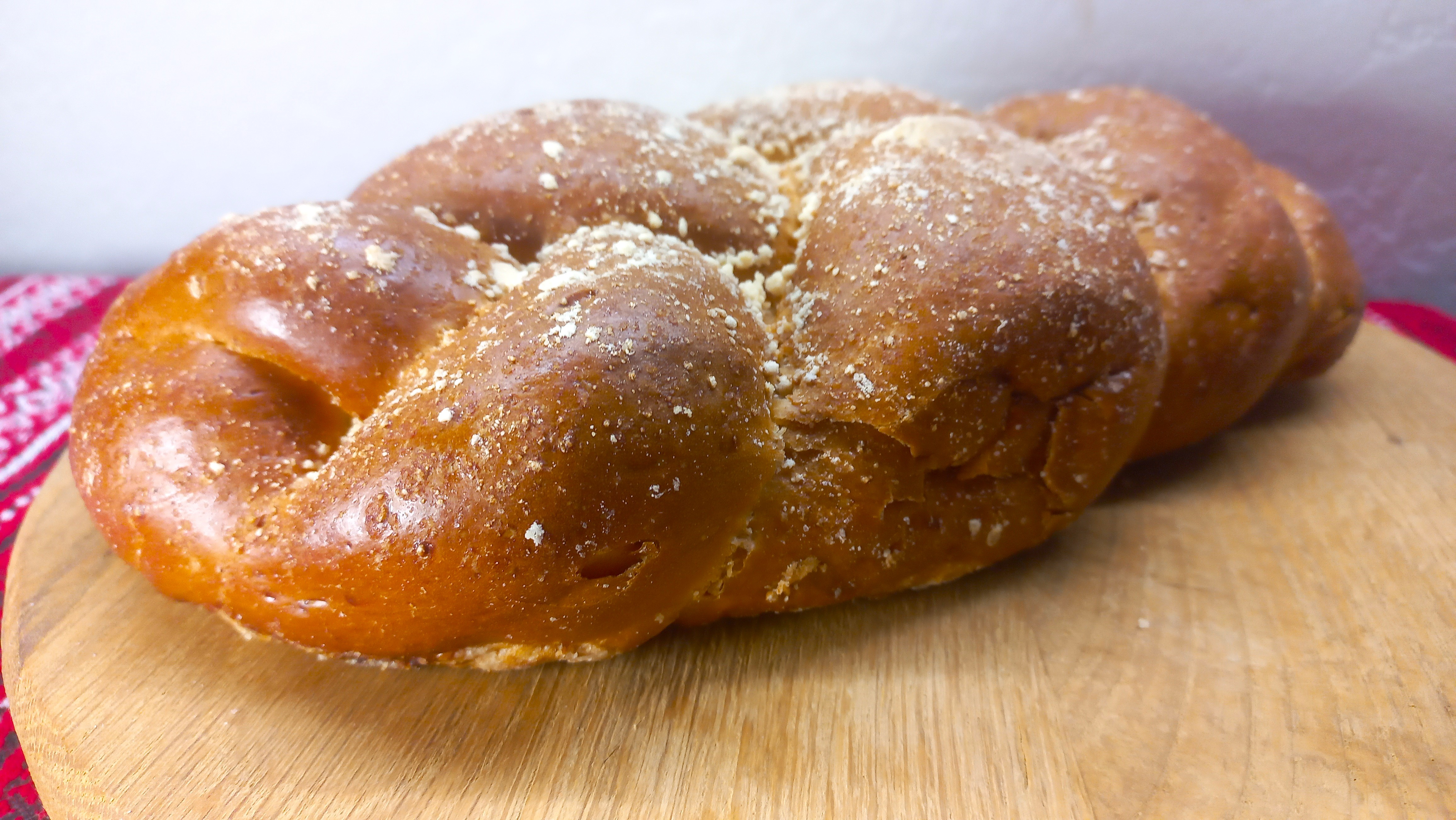
Плетеник з крихтами

Плете́ник — плетений, довгастої форми виріб з білого тіста, поширений в українській кухні. Чимось схожий на прецель чи крендель, поширений у Німеччині, країнах Балтії та Скандинавії. На відміну від плетеника крендель має округлу форму, менш заплетений. Схожий з турецькою стравою плетений тюрбан.

## Походження
З раннього Середньовіччя був поширений в українській кухні. Особливо знаний на Правобережній Україні. Плетеник є одним з головних смаколиків є для подільської кухні. Готується з маком, родзинками, кмином. Також знані мошногорські та львівські (з мигдалем, маленькі) плетеники. У більш осучаснений варіант додаються яблука або інші тверді фрукти.

## Рецепт
Дріжджі розводять в молоці, додають вершкове масло, мак (кмин або родзинки та ін.), сіль, усе розмішують, додають частинами борошно, замішують тісто. З тіста роблять плетеники (видовжене тісто розрізають на декілька частина, а потім заплітають, наче косу), кладуть їх на змащений лист, дають підійти, змащують яйцем і випікають в духовці. За іншим варіантом (мошногорський плетеник) кидають в окріп, а потім, підсушить і гнітуть в теплій печі.